# Піонерська (станція метротрама)
48°42′11″ пн. ш. 44°30′34″ сх. д. / 48.70306° пн. ш. 44.50944° сх. д.
Піонерська — станція Волгоградського метротрама. Розташована між станціями «Комсомольська» і «Площа Чекістів», на мосту через заплаву річки «Цариця». Естакада, на якій розташована станція, була прибудована до вже існуючого автомобільного мосту з північно-західної сторони на кілька метрів нижче (таким чином, рівень даху станції приблизно збігається з рівнем проїзної частини). Під станцією «Піонерська» в заплаві знаходиться станція Малої Приволзької залізниці.

## Історія
Станція відкрита 5 листопада 1984 року в складі першої черги будівництва.

## Вестибюлі
На станції один наземний вестибюль з північно-східного боку, і ця станція єдина в Волгограді, на якій вестибюль є наземним. Він розташований біля початку мосту, і, таким чином, на перетині проспекту Леніна з Краснознам'янської вулицею.
На кожну з платформ ведуть сходи і два ескалатори (працюють на підйом). До відкриття другої черги ескалатори на платформі, куди прибували склади від «Площі Чекістів», не використовувалися, так як пасажиропотік з боку станції, розташованій приблизно за 200 метрах від «Піонерської», практично був відсутній. Починаючи з 1 грудня 2011 року всі ескалатори знову запущені в експлуатацію.

## Технічні характеристики
Конструкція станції — естакадна.
Станція, аналогічно наземним станціям волгоградського метротрама, має берегові платформи. Тому, щоб двері трамвайних вагонів відчинялися з боку платформи, тунелі з боку «Комсомольської» перехрещуються.

## Оформлення
Практично вся площа бічних стін зайнята вікнами, які розділені металевими колонами. Підлога оздоблена світлим гранітом, на ній викладено простий геометричний орнамент. Ескалаторні ходи оформлені круглими вікнами.

## Ресурси Інтернету
- Станція на сайті volg_st.chat.ru
- Станції метротрама на сайті volgograd.metro.ru
- Станції метротрама на сайті high-speedtram.molhok.name[недоступне посилання з квітня 2019]
- Станція «Піонерська» у проекті Волгоградський метротрам 3D